# Kalikó

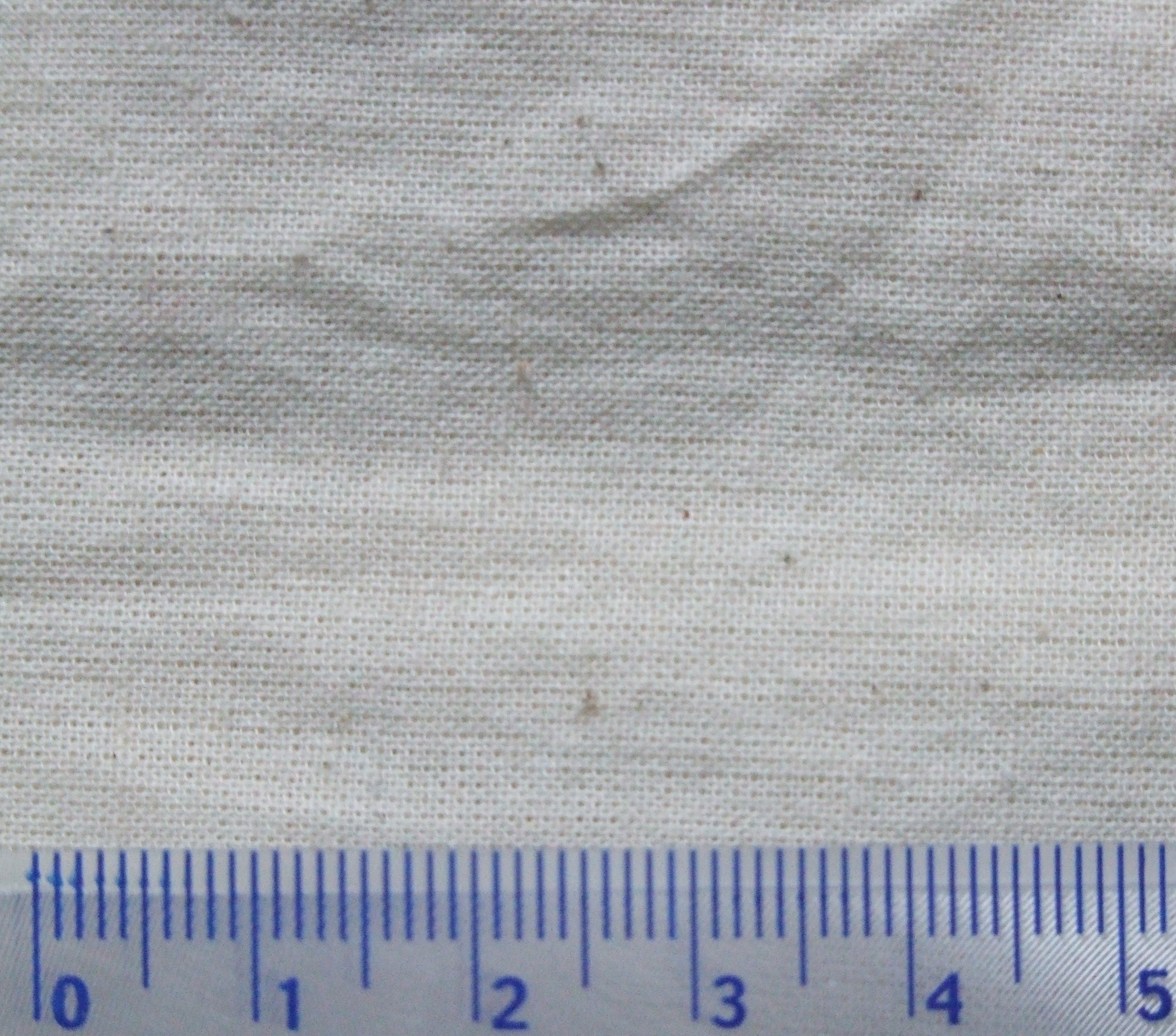
Egy bevásárlótáska szövete kalikóból, mellette egy centiméteres beosztás

A kalikó egy síkszövéses textilanyag, melyet gyakran fehérítetlen, leginkább nem teljesen feldolgozott gyapotból készítenek. Például akár el nem választott magburokrészeket is tartalmazhat. A megmunkálása sokkal kevésbé igényes, mint a muszliné, de kevésbé durva, mint a vászon vagy a farmervászon. Mivel félkész terméknek számít, és nem festik, ezért nagyon olcsó anyag.
Az anyag India délnyugati részéről, Kálikutból származik, hagyományosan a szaliják kasztjához tartozók készítették. A nyers szövetet világos színfokozatúra festették. A kalikónyomatok Európában váltak népszerűvé, ahol középerős ruhaszövetnek, valamint könyvkötővászon céljára használják.

## Története
A kalikó története a 11. századi Kálikutig, India egyik, Keralában fekvő délnyugati városáig vezethető vissza, nevét is erről kapta. A helybéliek "cāliyan" néven emlegették ezt a szövetet.
Az indiai irodalomban a 12. században megemlítik, mikor az író Hēmacandra egy lótusz formájú kalikónyomatról tesz említést. A 15. században a gudzsaráti kalikó már Egyiptomig is eljutott. Európával a a 17. század óta folyamatosan kereskednek vele.
A kalikó szövésénél a lánchoz és a vetülékhez is szúrati gyapotot használtak.
A kalikó ipari méretekben történő készítéséhez alkalmazott eljárást John Potts találta fel New Millsben. Oliver és Potts rézbevonatú, vésett hengert használt a színezékpép felvitelére.

### Gyapotpolitika
A 18. században Anglia híres volt a gyapjúból készített szöveteiről. A Norwichhez hasonló déli és keleti városokban összpontosult ipar bámulatosan védte a termékeit. Ebben az időben csekély volt a pamutfelhasználás. 1701-ben mindössze 900 775 kg gyapotot importáltak Angliába, és ez a mennyiség 1730-ra 701 014 kg-ra esett vissza. Ez annak volt köszönhető, hogy a gyapjúipart törvényileg szabályozott módon védelmezték. A Hindusztánból a Brit Kelet-indiai Társaságon keresztül behozott nyomott kalikószövetek népszerűek lettek. 1700-ban egy törvényt fogadtak el, hogy megtiltsák a festett vagy színnyomott kalikók behozatalát Indiából, Kínából vagy Perzsiából. Így megnőtt a félkész, nyers kalikók iránt az igény. Ezeket Anglia déli részén festették be népszerű árnyalatúakra. Ezen felül néhány üzletember Lancashire-ben len lánccal és gyapjú vetülékkel készített barchent néven ismertté vált anyagot, amelyet a végső munkálatok elvégzésére Londonba küldtek. A gyapotimport azonban ismét emelkedett és 1720-ban megint majdnem elérte az 1701-es szintet. A protekcionista irányzatnak megfelelően a feldolgozók azt állították, hogy az import munkahelyeket vesz el Coventryben. Elfogadták a Woollen, etc., Manufactures Act 1720 törvényt, mely bevezette, hogy mindenkinek büntetést kell fizetnie, akin festett vagy nyomott kalikómuszlin van. A nyaksálak és a barchentek kivételt képeztek. Lancashire gyárosai kihasználták a mentességet. Az 1736-os Manchester Act kifejezetten engedélyezte a színes pamutvetülékekből és len láncfonalakból szőtt szöveteket. Így mesterséges kereslet keletkezett a ruhaszövetek iránt.
1764-ben 1 755 580 kg gyapotot importáltak. Ennek a fogyasztási változásnak volt köszönhető, hogy India gazdaságában a kifinomult módszerekkel, alaposan kidolgozott textília helyét átvette a nyersanyagok egyszerű megtermelése. Ezekre a gyarmati idő alatt került sor, ami 1757-ben kezdődött, és amit többek között Nehru is "ipartalanításként" határozott meg.

## A kalikó nyomása
A korai indiai chintzet, azaz egy nagy virágmintás, mázas kalikót, elsősorban kézi festési technikákkal állították elő. Később a színezéket fa nyomódúcokkal vitték fel, és a brit szövetgyártók ezzel a  módszerrel mintáztak kalikót. A munkahelyi kalikónyomókat egy ólomüveg ablakon ábrázolják, amelyet Stephen Adam készített a glasgow-i Maryhill Burgh Halls számára. Megtévesztő módon az ilyen módon nyomott vásznat és selymet lenkalikónak és selyemkalikónak nevezték. A korai európai kalikók (1680) olcsó sima, fehér pamutszövetből, vagy krémszínű vagy fehérítetlen pamutból, dúcnyomással készültek, egyetlen alizarin festékkel és két festőpáccal, amelyek vörös és fekete mintát eredményeztek. Többszínű nyomatok két dúckészlet és további kék színezék felhasználásával készültek. Az indiai stílus a sötét színű nyomott háttérrel jellemezhető, míg az európai piac inkább a krémszínű alapú mintát részesítette előnyben. A század előrehaladtával az európai izlés a nagy chintzmintáktól a kisebb, szigorúbb mintázatok felé tolódott el.

## Fordítás
Ez a szócikk részben vagy egészben  a   Calico című angol Wikipédia-szócikk ezen változatának fordításán alapul.  Az eredeti cikk szerkesztőit annak laptörténete sorolja fel. Ez a jelzés csupán a megfogalmazás eredetét és a szerzői jogokat jelzi, nem szolgál a cikkben szereplő információk forrásmegjelöléseként.

## Kapcsolódó szócikk
- Calico Jack